# Collomena
Collomena is een geslacht van motten van de familie Nolidae.  
De Global Lepidoptera Names Index vermeldt het als een synoniem van Motya, maar andere databases zoals ITIS en NCBI vermelden het als geldig op zichzelf. 

## Soorten
- Collomena chirica (Schaus, 1906)
- Collomena filifera (Walker, 1857)
- Collomena fugax (Dyar, 1914)
- Collomena haematopis (Hampson, 1912)
- Collomena illegitima (Dyar, 1914)
- Collomena interstitia (Dyar, 1914)
- Collomena leucopis (Schaus, 1910)
- Collomena metaphaea (Hampson, 1912)
- Collomena murora (Dyar, 1914)
- Collomena olivaris (Dyar, 1912)
- Collomena siopera (Dyar, 1914)